# محوطه حصار عمرانی
محوطه حصار عمرانی مربوط به دورهٔ پیشاتاریخ است و در شهرستان گناباد واقع شده و این اثر در تاریخ ۱۳ بهمن ۱۳۸۸ با شمارهٔ ثبت ۲۹۰۵۰ به‌عنوان یکی از آثار ملی ایران به ثبت رسیده است.